# Urszula Kasprzak
Urszula Kasprzak, nota anche con lo pseudonimo di Urszula (Lublino, 7 febbraio 1960), è una cantante e cantautrice polacca.

## Carriera
Inizia la carriera alla fine degli anni settanta e all'inizio degli anni ottanta collabora con il gruppo Budka Suflera. Nel 1983 esce il suo album di debutto omonimo, distribuito da Savitor. Arriva al successo commerciale con il suo sesto album in studio, Biała droga (1996), prodotto distribuito da ZIC ZAC (filiale della divisione polacca della BMG) che vende più di 200 000 copie fisiche in Polonia raggiungendo lo status di disco di platino. Nel dicembre dello stesso anno, ha successo anche l'album live dell'artista, prodotto sotto la BMG e certificato disco di platino nell'estate del 1998. Segue un terzo album di platino consecutivo, Supernova (1998, BMG), prima di Udar, ottavo album solista commercializzato nel 2001.
L'anno seguente, esce la compilation Best che segna il passaggio dell'artista alla Universal Music: la raccolta è certificata disco d'oro in Polonia. Dopo una pausa di quasi dieci anni, la cantante torna a produrre un album nel 2010 per Magic (divisione della Universal), ottenendo un'altra certificazione d'oro nel mercato polacco.

## Discografia

### Album in studio
- 1983 - Urszula
- 1985 - Malinowy król
- 1987 - Urszula 3
- 1988 - Urszula czwarty raz
- 1992 - Urszula & Jumbo
- 1996 - Biała droga
- 1998 - Supernova
- 2001 - Udar
- 2010 - Dziś już wiem
- 2013 - Eony Snu

### Raccolte
- 1988 - The Best of Urszula & Budka Suflera
- 1992 - Best of Budka Suflera & Urszula
- 1992 - Greatest Hits of Urszula
- 2002 - The Best
- 2004 - Gwiazdy XX wieku: Urszula, największe przeboje, część 1
- 2004 - Gwiazdy XX wieku: Urszula, największe przeboje, część 2
- 2014 - Wielki odlot 2 – Najlepsze 80-te

### Album live
- 1996 - Urszula akustycznie